# The Cab
The Cab ist eine US-amerikanische Rockband aus Las Vegas. Sie steht bei Fueled by Ramen beziehungsweise Decaydance Records unter Vertrag. Ihr Debütalbum Whisper War wurde am 29. April 2008 veröffentlicht. Laut Alternative Press sind sie „die Band, die man 2008 kennen sollte“.

## Geschichte
Alex DeLeon und Cash Colligan fingen bereits in der High School mit dem Musikschreiben an und nahmen ein Demo auf, das sie bei MySpace hochluden.

## Diskografie

### Alben
- 2008: Whisper War
- 2011: Symphony Soldier

### EPs
- 2006: Love Drunk
- 2007: Glitz and Glamour
- 2009: The Lady Luck
- 2014: Lock Me Up

### Singles (Auswahl)
- 2011: Angel With a Shotgun (US: Gold)[1]